# Rząd Jaroslava Krejčíego
 Rząd Jaroslava Krejčíego  – rząd Protektoratu Czech i Moraw pod kierownictwem  Jaroslava Krejčíego, powołany  19 stycznia 1942. Urzędował do 19 stycznia 1945.

## Skład rządu[1]
| Stanowisko                              | Minister           | Ugrupowanie | Ugrupowanie | Okres urzędowania   |
| --------------------------------------- | ------------------ | ----------- | ----------- | ------------------- |
| Premier Minister sprawiedliwości        | Jaroslav Krejčí    |             | NS          | od 19 stycznia 1942 |
| Minister finansów                       | Josef Kalfus       |             | NS          | od 19 stycznia 1942 |
| wicepremier Minister spraw wewnętrznych | Richard Bienert    |             | NS          | od 19 stycznia 1942 |
| Minister transportu i technologii       | Jindřich Kamenický |             | NS          | od 19 stycznia 1942 |
| Minister gospodarki i pracy             | Walter Bertsch     |             | NS          | od 19 stycznia 1942 |
| Minister rolnictwa i leśnictwa          | Adolf Hrubý        |             | NS          | od 19 stycznia 1942 |
| Minister szkolnictwa i edukacji         | Emanuel Moravec    |             | NS          | od 19 stycznia 1942 |